# Кампињел ле Гранд
Кампињел ле Гранд (фр. Campigneulles-les-Grandes) насеље је и општина у североисточној Француској у региону Север-Па д Кале, у департману Па де Кале која припада префектури Montreuil.
По подацима из 2011. године у општини је живело 319 становника, а густина насељености је износила 59,74 становника/km². Општина се простире на површини од 5,34 km². Налази се на средњој надморској висини од 51 метар (максималној 62 m, а минималној 23 m).

## Демографија
| 1962. | 1968. | 1975. | 1982. | 1990. | 1999. | 2011. |
| ----- | ----- | ----- | ----- | ----- | ----- | ----- |
| 175   | 177   | 167   | 175   | 221   | 256   | 319   |

График промене броја становника у току последњих година